# Trionfo (gioco di carte)
Il Trionfo è un gioco di carte, affine alla briscola e al tressette. Si gioca in quattro (tuttavia esiste una variante per due giocatori detta spizzichino) con un mazzo di 40 carte regionali, preferibilmente di tipo "romagnolo". In Italia è tipico della provincia di Ferrara e zone limitrofe. Un'ulteriore variante per 5 giocatori viene giocata nella zona di Imola, mantenendo però il nome di Trionfo. Nella zona di Fanano (Modena), una leggera variante del gioco è conosciuta con il nome di Pastorino. Nella zona di Ancona, dove per il gioco sono utilizzate le carte piacentine, è noto con il nome di Tronfo.

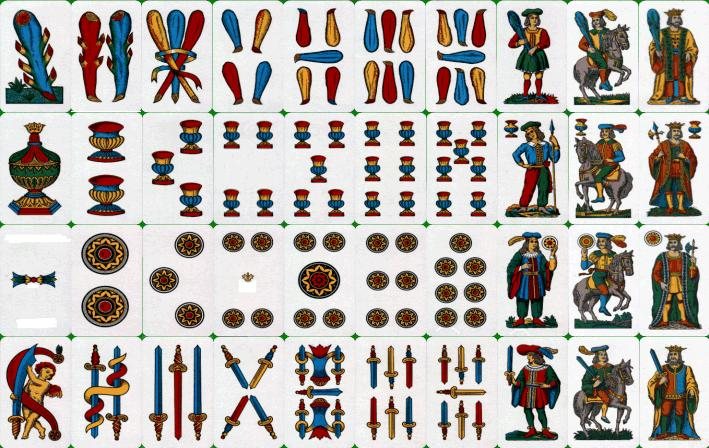
Carte romagnole

## Origine e diffusione
Si ritiene che l'origine del trionfo sia italiana; il gioco è tuttavia presente anche in altre aree geografiche. Tra queste: Croazia (trijumf in croato; si gioca nelle aree costiere e sulle isole; utilizzando maggiormente le carte triestine), ma per via della sua complessità, il trionfo non ha raggiunto la medesima popolarità della briscola e del tressette.
Il trionfo è conosciuto in tutta Italia nelle sue varianti regionali: Marafone, Beccaccino, Terziglio, Calabresella. 
Le denominazione di "trionfo" per briscola nasce dal mazzo quattrocentesco dei tarocchi, detti allora trionfi, dove il quinto seme dei trionfi tagliava le carte dei semi ordinari. All'inizio del Cinquecento sempre in Italia, ma anche in Spagna, si sviluppò un gioco giocato col mazzo ordinario con seme di briscola variato ad ogni smazzata. Il seme di briscola era definito "trionfatore" e le sue singole carte "trionfi". La popolarità del nuovo gioco cambiò il nome del mazzo dei trionfi in mazzo dei tarocchi. Il gioco del Trionfo, detto anche Trionfino, dei Trionfetti, eccetera, conobbe molte varianti sia nel Cinquecento che nel Seicento. Trionfo divenne la parola che identificava la briscola in Italia, Spagna, Germania (trumpf), successivamente Inghilterra (trump). Il cardinale Giovan Battista De Luca, nel suo Del giuoco dell'Ombre del 1688, pagg. 23-25, ci dà una versione dello sviluppo del gioco dei Trionfetti spagnoli e italiani in un gioco a tre, quattro e cinque giocatori che sembra l'antenato di giochi nati nell'Ottocento come il Whist e nel Novecento come il Bridge odierno.

### In Inghilterra
Il Trionfo era già conosciuto in Inghilterra verso la metà del XVI secolo. Taluni lo ritengono di origine spagnola, altri ancora di origine napoletana. Certo è che nelle sue variazioni regionali (Marafone o Beccaccino in Romagna, Terziglio o Calabresella in Lombardia), è notissimo anche in Italia. Molti tra cui l'autore di un paio di trattati sull'argomento (Italo Vecchi), sono più propensi a pensare ad eventuali origini britanniche. Sembra infatti che proprio dal Trionfo derivino i vari giochi fondati sulla preminenza di un seme sugli altri, come ad esempio il Bridge, il Whist od il Biritch. Dal vocabolo triumph inoltre deriva trump, che in inglese indica appunto il seme che prende gli altri. Rimane comunque indubbia la sua parentela con il Tressette, gioco popolarissimo in tutta Italia. Il Trionfo si gioca con un mazzo di quaranta carte italiane o francesi o regionali. Si gioca in quattro persone a coppie, o anche solo in due, in questo caso prende il nome di "Spizzichino".

## Regole
Le regole del trionfo sono del tutto simili a quelle del tressette con la sostanziale differenza che esiste un seme (la briscola o trionfa, scelta dal giocatore) che prevale sugli altri.
La scelta della trionfa è data, per la prima mano, al giocatore che dimostra di avere il quattro di denari; solitamente essa avviene nel seme posseduto in quantità maggiore oppure in casi particolarmente fortunati nel seme in cui si ha la cricca o trinca vale a dire tre, due e asso dello stesso seme. Questa particolare combinazione fa acquisire ai giocatori tre punti aggiuntivi. Chi mette la prima volta dovrà poi fare il mazzo e sarà chiamato a decidere la trionfa il giocatore seguente in senso antiorario.
Come per il tressette è sempre obbligatorio rispondere al seme giocato, con la differenza che se non si possiede il seme da rispondere, è possibile tagliare, ovvero giocare una trionfa per aggiudicarsi la mano.
Le figure in termini di punti hanno il seguente valore:
- l'asso vale 1
- due, tre, fante, cavallo, re valgono 1⁄3 di punto.
- tutte le altre carte valgono 0 punti.
- ultima mano vale 1 punto

La carta più forte è tuttavia il 3, seguito dal 2, dall'asso e poi man mano dal re a scendere.
Vince la prima coppia che raggiunge il punteggio di 41 punti oppure, se si gioca in figure, la coppia che raggiunge 123 figure (con l'asso che vale 3 figure).
Se si è di mano nello scegliere la trionfa e si possiedono asso, 2 e 3 del seme della trionfa il totale punteggio di una parita non è più 11 ma 14 e chi li possiede ha 3 punti di vantaggio rispetto agli altri giocatori, si chiama cricca.

## Varianti

### Variante imolese
Giocando in 5 le regole cambiano leggermente: oltre a dichiarare il seme della trionfa (o briscola) il giocatore di turno annuncia un'ulteriore carta (di solito il "3" di un altro seme). Il possessore di tale carta sarà il suo compagno per la mano, contro i restanti 3 giocatori. Non è consentito però dichiararsi "l'amico" (ovvero il compagno di chi ha deciso la briscola o trionfa) a meno di essere di turno; questo porta chiaramente a prestare maggiore attenzione agli scarti di ogni giocatore per cercare di capire chi sia "Ricco" (ovvero insieme al giocatore che ha deciso la briscola) o "Povero" (cioè uno degli altri 3 giocatori). Quando la mano si esaurisce, vengono contati i punti come nel normale tressette e vince chi totalizza almeno 6 punti (equivalenti a 18 figure).
Non essendo un gioco a coppie fisse, al contrario del tressette, è necessario un diverso sistema di conteggio dei punti. Ogni giocatore ha quindi un punteggio personale, che viene ricalcolato al termine di ogni mano secondo regole prestabilite: chi decide la briscola mette in palio 2 "palline" (il valore della pallina viene deciso all'inizio della partita), mentre tutti gli altri ne rischiano 1 sola. In questo modo, al termine di ogni mano, ci sarà sempre equilibrio tra "palline" vinte e perse: nel caso vincano i Ricchi, il giocatore che ha deciso la briscola e il suo compagno vinceranno un totale di 3 palline (+2 +1) mentre i 3 poveri perderanno 1 a testa (per un totale, appunto, di 3). Il gioco si conclude quando i 5 giocatori decidono di concluderlo, non essendoci punteggi da superare o limiti predefiniti.
Un capitolo a parte meritano le chiamate "alternative":
- DI PIÙ: Prevede che il giocatore che la dichiara (decidendo la briscola) giochi da solo contro gli altri 4. Mette in palio 8 palline.
- MASO: Prevede che il giocatore che la dichiara (decidendo la briscola) faccia 6 punti (18 figure) prima che chiunque altro giocatore faccia una presa. Mette in palio 16 palline.
- MASO DEI MASI: Prevede che il giocatore che la dichiara (decidendo la briscola) faccia tutti i punti giocando da solo. Mette in palio 64 palline.

In caso di "cappotto" (35 figure a 0) si raddoppiano tutti i punteggi (tranne il maso dei masi).

### Pastorino
Il gioco deriva direttamente dal Trionfo, infatti il nome Pastorino indica come siano stati i pastori che rientravano dalla Romagna a importare il gioco nel territorio. Le regole sono fondamentalmente le stesse del Trionfo, con l'eccezione che la Trionfa è chiamata semplicemente briscola. Alcune piccole varianti cambiano da borgata a borgata o da famiglia a famiglia, ecco alcuni esempi: alcuni permettono che se un giocatore non raggiunge 1 punto con le carte in mano si ridiano le carte, altri che dopo una presa a briscola si possano contare le briscole tra i soci così da determinare quante sono in mano all'avversario, mentre altri ancora vietano la parola ma permettono di mimare i bussi, gli strisci, i tiri e i voli della carta giocata. Normalmente si gioca in quattro, ma c'è la possibilità di giocare in due, dando dieci carte a testa e con l'obbligo di far vedere ogni carta pescata successiva.
Uno spazio a parte meritano le chiamate, diverse da quelle del Trionfo:
- carte lunghe: spade e bastoni
- carte corte: coppe e denari
- via di qua: rispetto alla carta giocata il giocatore, nelle sue chiamate, si riferisce all'altro seme della stessa lunghezza
- via via: rispetto alla carta giocata il giocatore, per le chiamate, si riferisce a uno dei due semi di lunghezza diversa
- buone: il giocatore nella chiamata si riferisce alla briscola oppure, usato al singolare, diventa sinonimo di busso per indicare che la carta giocata è la più alta di quel seme
- busso: il giocatore ha la carta più alta riferita al segno a cui si fa riferimento o semplicemente il tre oppure vola e ha una briscola da tagliare
- striscio: il giocatore possiede il due del seme a cui si fa riferimento
- tiro: il giocatore possiede l'asso del seme al quale fa riferimento
- napola: il giocatore che decide la briscola possiede il tre, il due e l'asso e si aggiudica direttamente tre punti
- volo: il giocatore non possiede carte di quel determinato seme
- tagliare: un giocatore che vola mette briscola su una carta giocata

esempio: se possiedo tre e asso di denari, due di spade, zero bastoni e gioco il tre di briscola, in questo caso coppe, avendo anche il due dirò:nelle buone busso ancora, via di qua busso e tiro, via via da una parte volo e busso, e dall'altra striscio

## Gergo
- busso: il giocatore chiede al compagno di aggiudicarsi la mano e di tornare; questa parola viene detta solitamente quando si vogliono far scendere le trionfe, oppure quando il giocatore è in possesso del tre e dell'asso e cerca il due oppure del due e dell'asso e cerca il tre
- la meglio: il giocatore chiede al compagno di rispondere con la carta più alta che possiede
- striscio: il giocatore ne ha tante di quel seme (o striscio lungo)
- volo, piombo: il giocatore non ne ha più di quel seme
- forte: il giocatore possiede l'asso (nei tornei ufficiali non è consentito l'uso di questo termine) (o striscio forte)
- in dubbis, cuppis: tipica frase detta nel caso in cui la scelta della trionfa vada su coppe con una mano non particolarmente buona
- ciapa, torna e fa ch' t'in vanza: in dialetto significa "prendi, torna e fai che te ne rimangano" ed è la frase simpatica e sostitutiva al solito busso, solitamente detta a Pontelagoscuro (Ferrara) e dintorni.
- alla pioggia: il giocatore che mette il trionfo non possiede né asso, né due, né tre (in questo caso alla prima mano dovrà obbligatoriamente scendere con una carta di trionfa).
- tutto fuori: alla pioggia
- cricca: il giocatore ha sia l'asso che il due e il 3 dello stesso seme
- 21: il giocatore che ha il 21 è in possesso sia dell'asso che del due (per esempio ho il 21 a spade)
- 25: il giocatore ha 2 e 3
- 31: il giocatore ha 3 e asso

Bisogna comunque ricordare che generalmente il trionfo è anche conosciuto come il gioco dei muti e nei tornei generalmente è vietato usare una qualunque di queste frasi, oppure l'uso è limitato al solo busso, striscio e volo/piombo.